# 南流郡
南流郡，中国南北朝时设置的郡。
南朝宋泰始七年（471年）分郁林郡置南流郡，属越州。下辖方度县，治所在方度县（今广西玉林市）。辖境约当今广西壮族自治区玉林市区及北境。南朝梁废除，并入定川郡。